# Loïc Perrin
Loïc Perrin (Saint-Étienne, Francia, 7 de agosto de 1985) es un exfutbolista francés que jugaba de defensa y realizó toda su carrera en el A. S. Saint-Étienne.

## Trayectoria

### Inicios
Perrin en su infancia practicaba tanto el atletismo como el fútbol, pero este último fue que verdaderamente le llamó la atención por eso es que decidió probarse en un equipo local no muy lejos de Saint-Étienne, el FC Périgneux. Después de una larga estadía en el club, decidió formar parte de las filas del St Charles la Vigilante, también de la ciudad de Saint-Étienne.

### AS Saint-Étienne
A la edad de 12 años, el AS Saint-Étienne lo llamó para formar parte de las divisiones inferiores. Firmó su primer contrato profesional con el AS Saint-Étienne en 2001 jugando en el segundo equipo. Para la temporada 2003/04, fue ascendido al primer equipo con el cual consiguió ganar la Ligue 2.
Para la temporada 2005-06, ocupó la demarcación de centrocampista defensivo a pesar de ser defensa central, pero el 11 de marzo de 2006. durante un partido contra el Olympique de Marsella, Perrin sufrió una grave lesión de rodilla, la cual lo alejó de las canchas hasta el final de la temporada. Regresó para la temporada 2006-07 no había terminado de recuperarse cuando el 15 de julio de 2006, se rompió los ligamentos cruzados de la rodilla durante un partido contra el RC Lens.
En la temporada 2007-08, pasó a jugar en la posición de defensa lateral derecho a petición del entrenador Laurent Roussey, el cual le entregó la capitanía del club. Durante otoño de 2008, Perrin jugó cuatro partidos de la Copa de la UEFA permitiendo la clasificación del AS Saint-Étienne a la siguiente ronda.
El 30 de junio de 2020, tras alargarse la temporada 2019-20 como consecuencia de la pandemia de enfermedad por coronavirus, renovó su contrato que expiraba ese mismo día hasta la celebración de la final de la Copa de Francia. En dicho partido, que ganó el París Saint-Germain F. C. gracias a un solitario gol de Neymar, fue expulsado en la primera parte tras hacer una falta a Kylian Mbappé.
El 30 de julio de 2020 anunció su retirada tras jugar los 17 años de su carrera para el mismo club.

## Selección nacional
Perrin fue convocado a la selección de Francia sub-23 con la que ganó el Torneo Esperanzas de Toulon en 2005, después de haber sido capitán durante el torneo.
Nueve años después, Didier Deschamps convocó a Perrin a la selección francesa absoluta formando parte de la lista de reserva del equipo que disputó la Copa Mundial de 2014.

## Estadísticas

### Clubes
Actualizado al último partido jugado de su carrera.
| Club                        | Div.                | Temporada           | Liga  | Liga  | Copas nacionales | Copas nacionales | Copas internacionales | Copas internacionales | Total | Total |
| Club                        | Div.                | Temporada           | Part. | Goles | Part.            | Goles            | Part.                 | Goles                 | Part. | Goles |
| --------------------------- | ------------------- | ------------------- | ----- | ----- | ---------------- | ---------------- | --------------------- | --------------------- | ----- | ----- |
| A. S. Saint-Étienne Francia | 2.ª                 | 2003-04             | 7     | 0     | 3                | 0                | —                     | —                     | 10    | 0     |
| A. S. Saint-Étienne Francia | 1.ª                 | 2004-05             | 15    | 0     | 3                | 0                | —                     | —                     | 18    | 0     |
| A. S. Saint-Étienne Francia | 1.ª                 | 2005-06             | 26    | 2     | 2                | 0                | 2                     | 0                     | 30    | 2     |
| A. S. Saint-Étienne Francia | 1.ª                 | 2006-07             | 10    | 0     | 0                | 0                | —                     | —                     | 10    | 0     |
| A. S. Saint-Étienne Francia | 1.ª                 | 2007-08             | 35    | 2     | 2                | 0                | —                     | —                     | 37    | 2     |
| A. S. Saint-Étienne Francia | 1.ª                 | 2008-09             | 14    | 0     | 1                | 0                | 4                     | 1                     | 19    | 1     |
| A. S. Saint-Étienne Francia | 1.ª                 | 2009-10             | 18    | 2     | 4                | 0                | —                     | —                     | 22    | 2     |
| A. S. Saint-Étienne Francia | 1.ª                 | 2010-11             | 27    | 4     | 1                | 0                | —                     | —                     | 28    | 4     |
| A. S. Saint-Étienne Francia | 1.ª                 | 2011-12             | 11    | 0     | 1                | 0                | —                     | —                     | 12    | 0     |
| A. S. Saint-Étienne Francia | 1.ª                 | 2012-13             | 34    | 2     | 7                | 0                | —                     | —                     | 41    | 2     |
| A. S. Saint-Étienne Francia | 1.ª                 | 2013-14             | 34    | 6     | 1                | 0                | 3                     | 1                     | 38    | 7     |
| A. S. Saint-Étienne Francia | 1.ª                 | 2014-15             | 28    | 1     | 7                | 0                | 7                     | 0                     | 42    | 1     |
| A. S. Saint-Étienne Francia | 1.ª                 | 2015-16             | 24    | 3     | 2                | 0                | 8                     | 0                     | 34    | 3     |
| A. S. Saint-Étienne Francia | 1.ª                 | 2016-17             | 27    | 4     | 3                | 0                | 10                    | 0                     | 40    | 4     |
| A. S. Saint-Étienne Francia | 1.ª                 | 2017-18             | 28    | 0     | 0                | 0                | —                     | —                     | 28    | 0     |
| A. S. Saint-Étienne Francia | 1.ª                 | 2018-19             | 31    | 1     | 1                | 1                | —                     | —                     | 32    | 2     |
| A. S. Saint-Étienne Francia | 1.ª                 | 2019-20             | 21    | 0     | 5                | 0                | 4                     | 0                     | 30    | 0     |
| A. S. Saint-Étienne Francia | Total               | Total               | 390   | 27    | 43               | 1                | 38                    | 2                     | 471   | 30    |
| Total en su carrera         | Total en su carrera | Total en su carrera | 390   | 27    | 43               | 1                | 38                    | 2                     | 471   | 30    |
| 1. 2.                       |                     |                     |       |       |                  |                  |                       |                       |       |       |

## Palmarés

### Campeonatos nacionales
| Título          | Club                | País    | Año  |
| --------------- | ------------------- | ------- | ---- |
| Ligue 2         | A. S. Saint-Étienne | Francia | 2004 |
| Copa de la Liga | A. S. Saint-Étienne | Francia | 2013 |